# إدوين جورتر
إدوين جورتر (بالهولندية: Edwin Gorter)‏ هو لاعب كرة قدم هولندي في مركز الوسط، ولد في 6 يوليو 1963 في لاهاي في هولندا. لعب مع رودا كيركراده وستاد ماليرب كان وفيتيسه آرنهم وميامي فيوشن ونادي أوترخت ونادي دوردريخت ونادي لوغانو وناك بريدا ونيو إنغلاند ريفولوشن.

## وصلات خارجية
- إدوين جورتر على موقع الدوري الأمريكي (الإنجليزية)
- إدوين جورتر على موقع قاعدة بيانات كرة القدم.إي يو (الإنجليزية)
- إدوين جورتر على موقع عالم كرة القدم.نت (الإنجليزية)